# Vincent Peillon

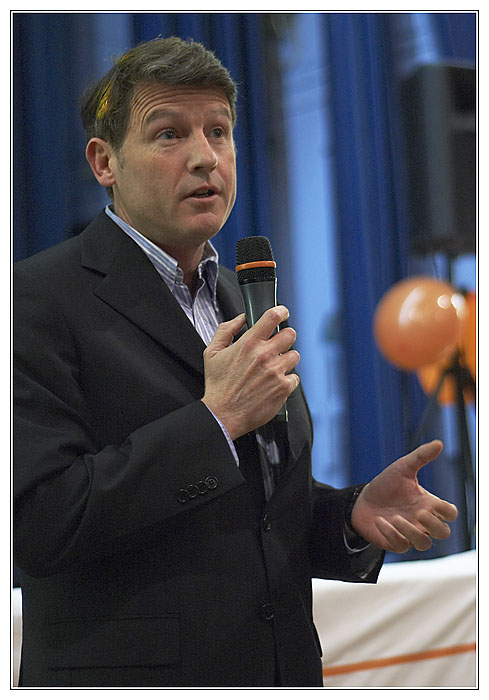
Vincent Peillon, 2005

Vincent Peillon (* 7. Juli 1960 in Suresnes) ist ein französischer Philosoph und Politiker des Parti socialiste (PS). 2012 bis 2014 war er Minister für Bildung, Jugend und Sport in den Regierungen von Jean-Marc Ayrault.

## Leben
Vincent Peillon ist Sohn des Bankiers Gilles Peillon (1928–2007), der zeitweise Generaldirektor der Banque Commerciale pour l’Europe du Nord – Eurobank, einer von der UdSSR kontrollierten Bank, war. Sein Großvater mütterlicherseits ist der Mediziner Léon Blum (1878–1930) (nicht verwandt mit dem Politiker gleichen Namens). Mütterlicherseits ist er der Neffe des Endokrinologen Étienne-Émile Baulieu und der Soziologin und Ökonomin Suzanne de Brunhoff.
Peillon studierte Philosophie. Von 1997 bis 2002 war Peillon Abgeordneter in der Französischen Nationalversammlung. Von 2004 bis 2012 war Peillon Abgeordneter im Europäischen Parlament.
Wenige Tage nach seiner Ernennung zum Bildungsminister Frankreichs kündigte Peillon als eines seiner ersten Projekte an, im Herbst 2012 einen Gesetzesentwurf vorzulegen, mit dem die 2008 unter Sarkozy eingeführte Reduzierung der wöchentlichen Schultage für Grundschüler, die vier Schultage mit einem schulfreien Mittwoch beinhaltete, wieder abgeschafft und zu einer 5-Tage-Woche zurückgekehrt werde.
Auf Anordnung von Vincent Peillon wird seit dem 9. September 2013 in allen staatlichen französischen Schule eine Charte de la laïcité à l’école (Charta der Laizität in der Schule) als Aushang angebracht.
Bei der Bildung des Kabinetts Valls I wurde Peillon nicht mehr berücksichtigt, sein Nachfolger als Bildungsminister wurde Benoît Hamon. Anfang Mai 2014 nahm er sein Mandat als Europaabgeordneter wieder auf und wurde bei der Europawahl 2014 wiedergewählt.
Seit 2014 lehrt er als außerordentlicher Professor für Philosophie an der Universität Neuchatel.
Am 12. Dezember 2016 gab Peillon seine Bewerbung bei den Vorwahlen innerhalb der Sozialistischen Partei für den Kandidaten der PS bei der Präsidentschaftswahl 2017 bekannt. Bei der ersten Runde der Vorwahlen im Januar 2017 scheiterte er an 4. Stelle mit 6,85 % der Stimmen und weigerte sich in der Folge einen der beiden Gewinner in der Stichwahl zu unterstützen.